# Tatjana Auderskaja
Tatjana Viktorovna Auderskaja (Odessa, ...) è un'esperantista e poeta ucraina. Dal 2019, è membro dell'Akademio de Esperanto.

## Biografia
Tatjana Auderskaja nasce e vive a Odessa, città portuale nell'Ucraina meridionale, dove studia biologia all'Università Statale di Odessa per trovare poi impiego nel giardino zoologico della stessa città. Nel 1987, è tra i fondatori del club ecologico urbano di Odessa. È membro della filiale di Odessa del Centro ecologico dell'Ucraina e volontaria per il WWF.
Auderskaja parla correntemente, oltre all'esperanto, anche l'inglese, lo spagnolo, il tedesco, il polacco e l'ucraino; capisce l'italiano, il portoghese e il francese.

## Esperanto
Principia lo studio dell'esperanto nel 1968 nell'ottava classe, in un circolo del «Palazzo dei Giovani Pionieri». Il suo maestro fu N.V. Blaĵkov, scultore esperantista, che realizzò un monumento a Ludovico Lazzaro Zamenhof — l'iniziatore dell'esperanto — rimasto per lungo tempo l'unico di questa foggia sul suolo dell'Unione Sovietica. In onore della statua, Auderskaja scrisse poi una poesia intitolata «Al la monumento».
Nel 2003 consegue il diploma di docente d'esperanto (IEI). A decorrere dal 1991, insegna esperanto e dirige il club giovanile esperantofono di Odessa «Verdaĵo», con tre aree di attività: esperanto, studio della natura e giochi d'intelletto. Dal 1999 al 2007, tiene di anno in anno due eventi di sensibilizzazione sulla natura per giovani esperantisti: uno dedicato all'osservazione ornitologica e una spedizione «Dnestr»; organizza altresì due eventi di natura puramente linguistica: «Aprilaj ridetoj» (Sorrisi d'aprile) e «Zamenhofaj Tagoj apud Zamenhofa monumento» (Giornate di Zamenhof presso il monumento a Zamenhof).
Dal 1992, s'interessa di giochi d'intelletto. Organizza giochi durante il programma giovanile dell'86º Congresso universale d'esperanto (Zagabria, 2001), il 78º Congresso Italiano di Esperanto a Torino, e il 103º Congresso universale (Lisbona, 2008); ha curato rubriche a tema giochi d'intelletto sulla Rusia Esperanto-Gazeta e in La Ondo de Esperanto; nel 2005, creò un gioco d'intelletto internazionale online per squadre esperantiste e pubblicò un sito web su questo argomento.
In un'intervista rilasciata a Libera Folio, Auderskaja sostiene che l'esperanto differisce dalle altre lingue, in quanto esibisce le caratteristiche di un gioco d'intelletto. «L'esperanto è facile solo per le persone creative e inventive», sostiene, concludendo: «ecco perché non potrà mai diventare una lingua per tutti». Secondo Auderskaja, «l'esperanto è un gioco, un grande gioco creativo d'un intelletto a piena potenza» e, soggiunge, «pertanto una qualsiasi lingua nazionale potrebbe risultare più semplice per molti apprendisti dell'esperanto: essa non richiede desiderio di comprensione, inventiva, creatività, libertà di pensiero, ma solo la maniera consolidata attraverso cui si è agito nel corso dei millenni: la memorizzazione passo-passo.»
Dal 2001 tiene un festival linguistico a Odessa (poi nuovamente nel 2003, 2005, 2008, 2010, 2012 e 2014). L'edizione 2012 verrà ricordata, perché il cantante Jean-Marc Leclercq conseguì il primato come interprete di un brano col numero massimo di lingue diverse: ne impiegò ben 30.
Nel 2011, dietro sua iniziativa, viene affissa una targa commemorativa bilingue (russo-esperanto) in onore di Vladimir Gernet, scienziato e pioniere del movimento mondiale dell'esperanto, nell'Instituto nazionale centro scientifico di viticoltura ed enologia «V. Je. Tairov», il cui co-fondatore e primo direttore fu proprio il Gernet.

## Opere
Tatjana Auderskaja ha diverse pubblicazioni letterarie — ivi incluse traduzioni dalla poesia russa, racconti fantascientifici, parodie — e articoli in prosa sia in formato cartaceo sia elettronico, inclusi articoli in lingua russa nella prestigiosa rivista russa Nauka i zhizn (Scienza e vita, numero 1 - 2005). In lingua esperanto, ha contribuito ai numeri 20, 22, 26 e 29 del Beletra Almanako. È autrice dei testi di due video naturalistici in esperanto: La sovaĝa vivo de sudaj kanejoj (La vita selvaggia dei canneti meridionali) e La perloj de Ĉenigramarujo, oltre al cortometraggio di 20 minuti “Esperanto” signifas “Tiu, kiu esperas” (esperanto significa colui che spera), in russo e in ucraino, prodotto dal club Verdaĵo in collaborazione con un regista professionista.
Nel 2008 cura la traduzione in esperanto di un libro di divulgazione scientifica di Ju. N. Sokolov dal titolo «Ecologia dell'uomo da un punto di vista sistematico», AVE, 2008. Ha partecipato alla traduzione e revisione del libro di Noam Chomsky «Imperiaj ambicioj», Eldonejo Bero, Rotterdam, 2013. Nel 2017, pubblica una traduzione «Duonfabeloj (Mikrofabloj)» di Feliks Krivin nel numero 29 di Beletra Almanako.
Auderskaja ha pubblicato due libri in esperanto:
- (EO) La mondo en guto da akvo: ilustrita rakonto pri malgrandaj estaĵoj [Il mondo in una goccia d'acqua: un racconto illustrato su piccoli esseri viventi], Mosca, Impeto, 2010,  p. 104, ISBN 9785716102132. Nel 2016, ricevette il premio Pirlot per il miglior libro scientifico del periodo 2010-2016.
- (EO) Intelektaj amuzoj. Lingvaj ludoj en Esperanto [Divertimenti intellettuali. Giochi linguistici in esperanto], New York, Mondial, 2016,  p. 113, ISBN 9781595693228.

Nel 2018 principia a compilare e contribuire all'almanacco in lingua russa «La plej bonaj tagoj de nia vivo. Pri la lingvo Esperanto kaj ne nur» (in russo Лучшие дни нашей жизни. О языке эсперанто и не только?, I giorni migliori della nostra vita. Sulla lingua esperanto e non solo.), Ridero, 2018, 120 pp. ISBN 978-5-4493-1399-7.
Lo stesso anno, avvia la stesura di un dizionario biologico online in sei lingue: russo, latino, esperanto, inglese, tedesco, spagnolo.
Nel 2019 è eletta membro dell'Akademio de Esperanto con un mandato di tre anni. Nel 2022, si ricandida e viene nuovamente eletta per i tre anni seguenti.